# Marcipa flavealis
Marcipa flavealis är en fjärilsart som beskrevs av Jean Pelletier 1978. Marcipa flavealis ingår i släktet Marcipa och familjen nattflyn. Inga underarter finns listade i Catalogue of Life.